# Старая Волга
Старая Волга (Волга) — один из основных рукавов дельты Волги в Астраханской области России. Ранее считался основным руслом Волги.
Длина рукава — 68 км. Старая Волга мелководна и до выхода в море дробится на целый ряд ещё более мелких проток. Среди рукавов западной части дельты Волги система протоков Старой Волги обладает наиболее разветвлённой гидрографической сетью.